# 地方自治に関する臨時措置法
地方自治に関する臨時措置法（ちほうじちにかんするりんじそちほう）は、韓国においてかつて存在した法律。1961年5月16日の5・16軍事クーデター（以下、5・16クーデター）で政権を掌握した朴正煕将軍を首班とする国家再建最高会議（以下、最高会議）によって制定された。

## 概要
5・16クーデター後、最高会議によって9月1日に制定。翌月10月1日に施行された。臨時措置法により従来からの地方自治法は事実上効力を喪失、地方自治体は自治機能を奪われ、単なる行政機関としての性格が強まることになった。時限的法律であったが、以後27年間6次に渡って部分的修正と補完が行われて適用され続け、ソウル特別市行政に関する臨時措置法（1962年1月27日）と釜山市政府直轄に関する法律（1962年11月21日）、大邱直轄市及び仁川直轄市設置に関する法律（1981年4月13日）などが制定された。民主化後の1988年4月6日の地方自治法全面改正によって廃止された。
制定時の主な要点
- 基礎自治体についてこれまでの市・邑・面から市と郡に再編。
- 地方議会（5・16クーデター直後に解散）の権能については市・郡では市・道知事が、ソウル市・道では内務部長官が代行。
- 自治体の行政機構については、ソウル特別市と道は閣令によって、市・郡は内務部長官によって承認された当該自治団体の規則によって定める。
- 市・郡に国家公務員を配置することを可能とする。
- 邑長・面長は郡守が、洞・里長は市・邑・面長または区庁長が任命する。